# Крушение поезда в Иране
Круше́ние по́езда в Ира́не — крупная железнодорожная катастрофа, произошедшая утром 8 июня 2022 года близ города Тебес, Иран. В результате крушения с рельсов сошли восемь вагонов, три из них опрокинулись. В поезде в этот момент находилось около 350 пассажиров. По меньшей мере 21 человек погиб, свыше 86 пострадали (из них 15 находятся в тяжёлом состоянии).

## Описание
Авария произошла около 5:30 утра местного времени, когда следовавший из Мешхеда в Йезд поезд с 350 пассажирами на борту зацепил работавший в непосредственной близости от путей экскаватор примерно в 50 километрах от города Тебес. Восемь из одиннадцати вагонов сошли с рельсов, некоторые из них перевернулись.
После крушения на месте была развёрнута спасательная операция, в которой задействовали несколько бригад спасателей и медиков, а также два вертолёта.

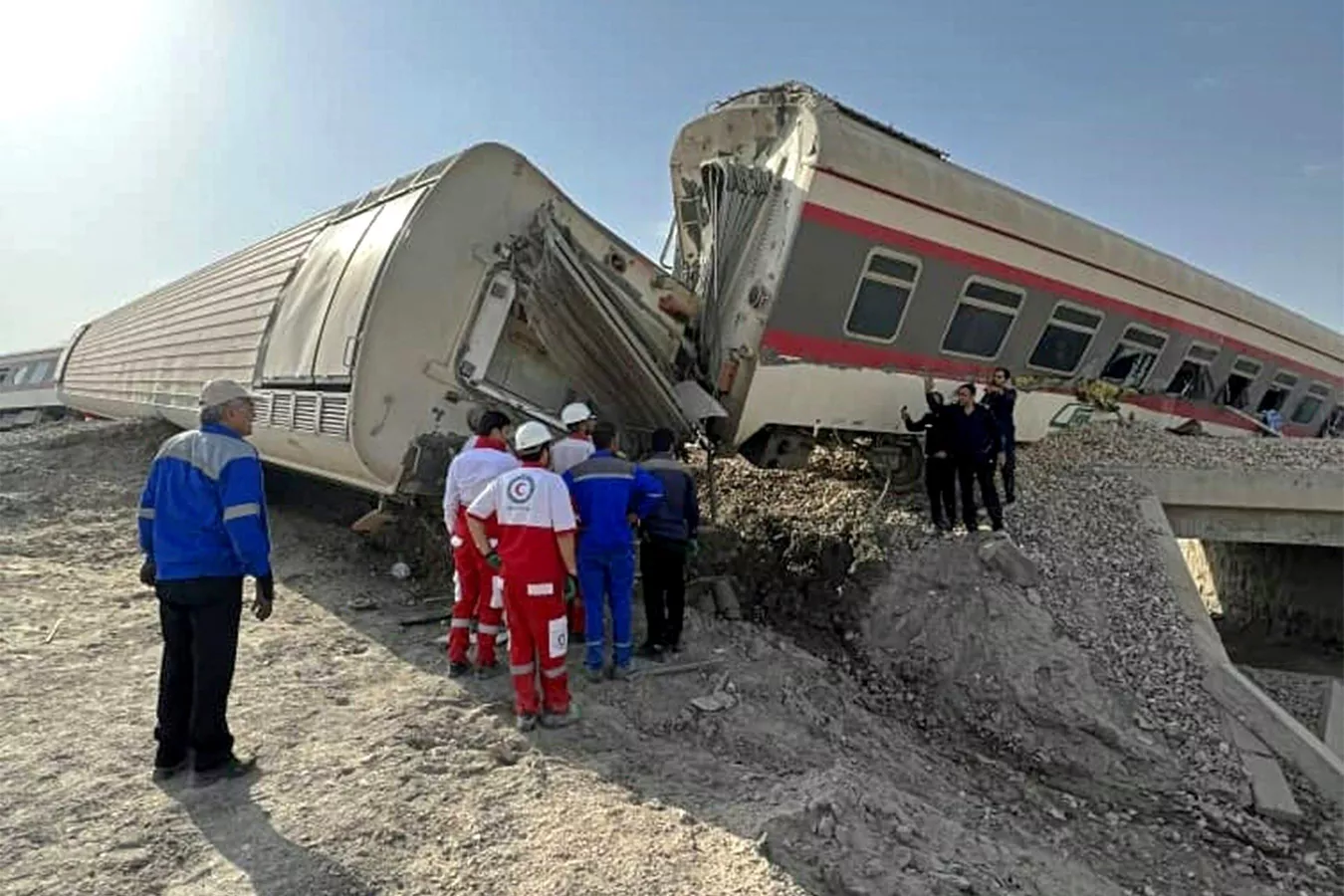
Спасатели на месте крушения поезда в центральной части Ирана

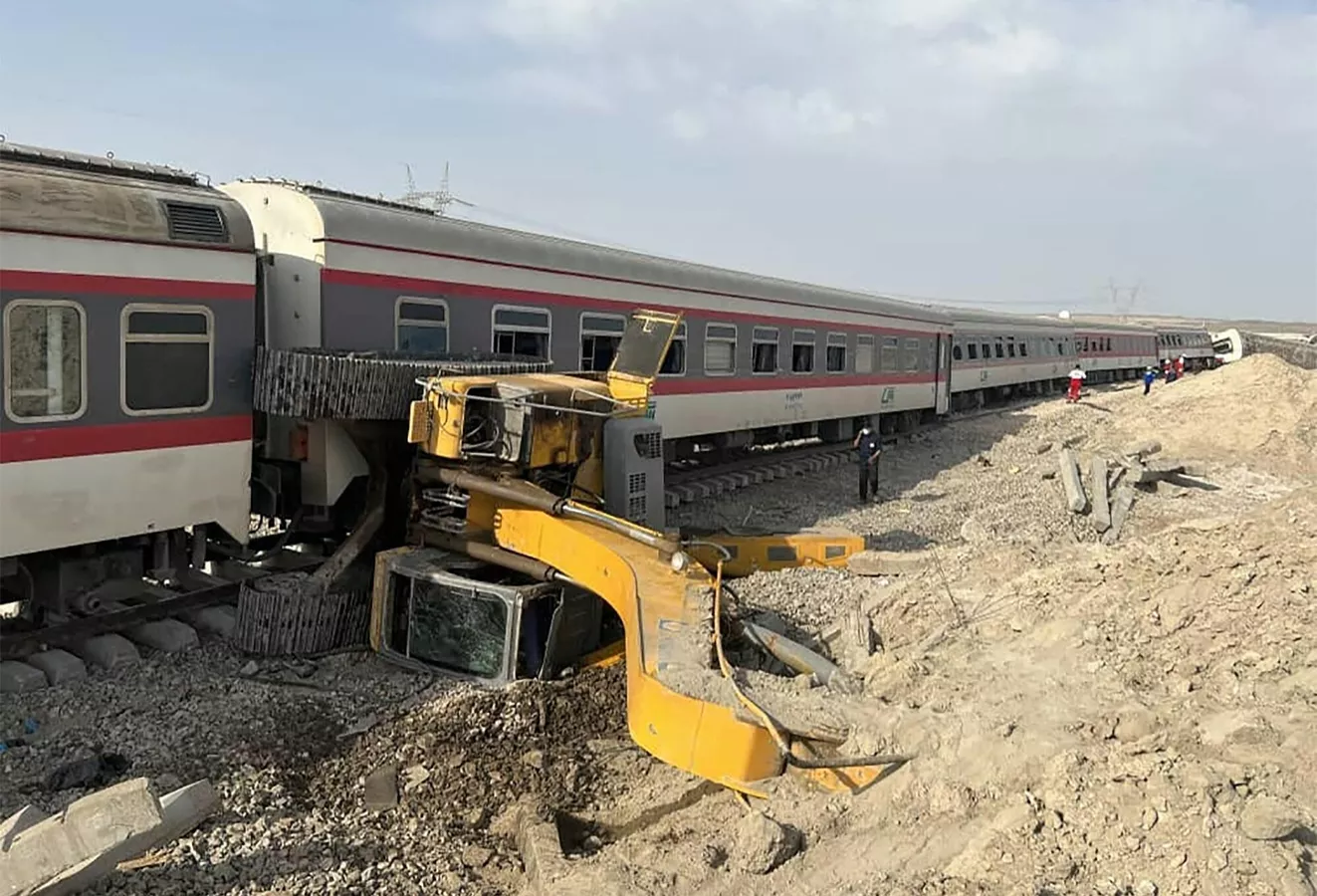
Экскаватор, с которым произошло столкновение

Служба скорой помощи провинции Южный Хорасан сообщает, что состояние ряда пострадавших оценивается как тяжёлое.

## История
Это не первый случай крушения поезда в Иране. Подобная катастрофа произошла в 2019 году. В результате схода с рельсов поезда пострадало 40 человек. Поезд двигался по направлению Захедан — Тегеран, в результате аварии один из вагонов поезда опрокинулся. Причиной аварии стало то, что из-за сильного ветра железнодорожные пути были покрыты песком.

## Реакция
Российский лидер Владимир Путин во время телефонной беседы с президентом Ирана Ибрагимом Раиси выразил соболезнования в связи с железнодорожной катастрофой, которая привела к гибели людей. Об этом сообщает пресс-служба Кремля.
«Владимир Путин выразил соболезнования в связи с произошедшей сегодня утром в Иране железнодорожной катастрофой, унёсшей человеческие жизни», — говорится в заявлении.